# Иван Стоянов (филолог)
Вижте пояснителната страница за други личности с името Иван Стоянов.
Иван Андреевич Стоянов е славист, украинист и българист.

## Биография
Роден е на 28 декември 1935 г. в с. Бановка, Одеска област, в семейството на потомци на български преселници. Следва българска филология в Ленинградския униврситет. След това завършва аспирантура в Института по езикознание „А. А. Потебня“ към НАН на Украйна. Работи в Киевския университет „Тарас Шевченко“, в Института по езикознание „А. А. Потебня“ към НАН на Украйна и в Киевския славистичен университет. През 1970 г. защитава кандидатска дисертация на тема „Семантична структура и етимологичен състав на глаголите за умствена дейност в българския език“.
От 1992 до 1998 г. проф. Иван Стоянов преподава украински език в Софийския университет „Св. Климент Охридски“ и Югозападния университет „Неофит Рилски“. През 1995 г. защитава докторска дисертация на тема: „Българският език в Украйна: проблеми на функционирането и развитието на лексиката“. Има принос за откриването на профил Украинистика към специалността Славянска филология в Софийския университет „Св. Климент Охридски“ през 1996 г. От 2000 г. е професор в Киевския славистичен университет.
Умира на 30 януари 2016 г.

## Научни трудове
Автор е на близо 150 научни публикации – статии, монографии, речници, сред които първият в историята на славистиката „Българско-украински речник“ (в съавторство с Олена Чмир), „Етимологичен речник на украинския език“ (член на авторския колектив), монографията „Езикът на българите в Украйна в устна и писмена форма“ (в съавторство с Е. Стоянова и И. Дадиверин).
Събира и публикува народни приказки от Бесарабия и Таврия.